# Auburn (Dakota del Nord)
Auburn è un census-designated place (CDP) degli Stati Uniti d'America della contea di Walsh nello Stato del Dakota del Nord. La popolazione era di 48 abitanti al censimento del 2010.

## Geografia fisica
Auburn è situata a 48°30′25″N 97°26′23″W (48.506944, -97.439722).
Secondo lo United States Census Bureau, la città ha una superficie totale di 2,6 km², dei quali 2,6 km² di territorio e 0 km² di acque interne (0% del totale).

## Storia
Un ufficio postale chiamato Auburn fu istituito nel 1883 e rimase in funzione fino al 1943. Con la costruzione della ferrovia, l'attività commerciale passò alla vicina Grafton e la popolazione della città si ridusse.

## Società

### Evoluzione demografica
Secondo il censimento del 2010, la popolazione era di 48 abitanti.

### Etnie e minoranze straniere
Secondo il censimento del 2010, la composizione etnica del CDP era formata dal 100% di bianchi, lo 0% di afroamericani, lo 0% di nativi americani, lo 0% di asiatici, lo 0% di oceanici, lo 0% di altre razze, e lo 0% di due o più etnie. Ispanici o latinos di qualunque razza erano il 6,25% della popolazione.